# ناحیه وچش
ناحیهٔ وچش (به مجاری: Vecsési járás) یک ناحیه در مجارستان است که در پِشت واقع شده‌است. ناحیهٔ وچش ۱۱۹٫۷۴ کیلومتر مربع مساحت و ۴۷٬۰۲۶ نفر جمعیت دارد.